# زعير
زعير هو حلف قبلي ذو أصول عربية، وبالضبط إلى قبيلة بني معقل . لمدة قرون، مارس شعب زعير الرعي شبه البدوي ، حيث كانوا يسافرون مع الفصول لرعاية قطعان القبيلة الضخمة. انقسمت القبيلة إلى مجموعتين قبليتين، قبيلة الكفيان في غرب مراعي الزعير، وقبيلة المزارة في الشرق. وعلى الرغم من الانفصال بين مجموعتين، إلا أن ثقافتهم المشتركة كانت معزولة للغاية عن القبائل المجاورة الأخرى بسبب الاختلافات اللغوية والمجتمعية والجغرافية المتميزة.

## أصول القبيلة
وفقًا للتقاليد القبلية، تشكلت قبيلة زعير ببلاد شنقيط، موريطانيا حاليا. ومع ذلك، أدى الضغط من القبائل الأكبر إلى طرد الزائرين من موطنهم الأصلي إلى وسط المغرب. بعد عدة عقود من البحث عن موطن دائم، تمكن أحد أبرز زعماء زعير، سيدي محمد، من تأسيس قبيلة في منطقة وادي كريفلة المجاورة للسهل الساحلي الأطلسي،  وهي منطقة تقع بالحافة الشمالية للصحراء ، وجنوب الأطلس الكبير . كتب ليون الإفريقي في أوائل القرن السادس عشر أنهم استقروا في منطقة خنيفرة ، ثم واصلوا بعد ذلك إلى الشمال إلى منطقة الرباط .